# Ennis (Montana)
Ennis ist ein Ort im US-Bundesstaat Montana, gelegen im Madison County. Das U.S. Census Bureau hat bei der Volkszählung 2020 eine Einwohnerzahl von 917 ermittelt.

## Geschichte
Vor der Ankunft der Weißen jagten die Shoshonen, Flathead- und Bannock-Indianer im Madison Valley. Wegen der strengen Winter konnten sie sich in diesem Gebiet nicht dauerhaft niederlassen, kamen aber jeden Frühling zurück.
Die Lewis-und-Clark-Expedition durchquerten das Madison Valley im Jahr 1805, aber es sollte noch einige Jahre dauern, bis Siedler das Gebiet entdeckten. Im Jahr 1863 wurde in Alder Gulch Gold entdeckt, was den Goldrausch auslöste. Madison County wurde 1864 im damaligen Idaho-Territorium gegründet. Noch im selben Jahr wurde das Gebiet zum Montana-Territorium erklärt.
Zwei Monate nach der Entdeckung des Goldes in der Alder Gulch pachtete William Ennis das Gebiet entlang des Madison River, aus dem bald der Ort Ennis wurde und nach ihm benannt wurde.
Die Stadt Ennis wurde im Jahr 1956 gegründet.

## Geographie
Östlich des von Ennis liegt die Gebirgskette Madison Range.
Nördlich von Ennis wird der Madison River vom hydroelektrischen Madison Dam zum Ennis Lake aufgestaut.
Der U.S. Highway 287 verläuft durch den Ort. Der westliche Eingang zum Yellowstone-Nationalpark in West Yellowstone ist 115 km südöstlich und die Interstate 90 bei Three Forks ist 75 km nördlich.

## Sonstiges
Der Film The Patriot – Kampf ums Überleben spielt in Ennis.